# JR SKISKI
JR SKISKI（ジェイアール スキースキー）は、東日本旅客鉄道（JR東日本）が1991年から展開しているスキー旅行の広告キャンペーンである。コマーシャルメッセージ（CM）の撮影は雪のある海外で行われる。

## 概要

### 1990年代
1991年、前年に開業したガーラ湯沢スキー場への集客キャンペーンとして、最初の「JR ski ski」キャンペーンが開始されたが、その後自社路線沿線各地に点在するスキー場への旅行に対象を拡大し、各種ツアー等も設定した。
1995年度、イメージキャラクターに江角マキコを、CMソングにglobeを起用することを発表した。
1996年度、イメージキャラクターに青山恭子を、CMソングに好評のため引き続きglobeを起用することを発表した。
1999年度は「JR ski ski」のキャンペーン名は使わず、当時JR東日本が採用していた「TRAiNG」と掛け合わせた「SNOW TRAiNG」としてキャンペーンを行い、「JR ski ski」としてのキャンペーンは一時中断となった。

### 2000年代
2000年度冬季以降は大々的キャンペーンは行われなかったものの、シュプール号や新幹線を利用した切符や旅行商品のPRは例年通り実施された。2004年度には日本航空・全日空とのコラボレーションとして「JAPAN SNOW PROJECT」キャンペーンを実施している。
2006年度冬季に約8年ぶりに復活し、CM放映など大規模なキャンペーンが久々に行われた（この年から現在の「JR SKISKI」表記となる）。翌2007年度はオリジナルキャラクターの「スノーウィー」を起用した小規模の展開にとどまり、再び中断となった。

### 2010年代
2011年度冬季に「PLAY SNOW! JR SKISKI」として4年ぶりの復活を果たすが、タレント起用やCM放映は行わず、Facebookとの連携を中心としたキャンペーンを組んだ。また、不況やJRの合理化の方針もあり割引切符類が相次いで廃止されており、スキー自体を重視した構成演出にされ新幹線を利用した切符や旅行商品のPRについては、これ以後行われていない。
2012年度、イメージキャラクターに本田翼を起用し、6年ぶりにCMが放映される。
2013年12月3日、2013年度イメージキャラクターに川口春奈を、CMソングにSEKAI NO OWARIを起用することを発表した。
2014年12月10日、2014年度イメージキャラクターに広瀬すずを、CMソングに大人気バンドback numberを起用することを発表した。
2015年11月26日、2015年度イメージキャラクターに山本舞香と平祐奈を、CMソングにMAN WITH A MISSIONを起用することを発表した。
2016年12月1日、2016年度イメージキャラクターに桜井日奈子を、CMソングに[Alexandros]を起用することを発表した。
2017年12月5日、2017年度イメージキャラクターに原田知世と三上博史を起用することを発表した。これは、JR東日本発足と両者が主演した映画『私をスキーに連れてって』の公開30周年を記念した特別企画で、CMソングには映画と同じ松任谷由実の「BLIZZARD」が使用された。
2018年12月20日、2018年度イメージキャラクターに松本穂香と伊藤健太郎を、イメージソングにsumikaを起用することを発表した。男女のW起用は1997年以来22年ぶり。この年はテレビCMの放送を行わず、スマートフォンに最適化した縦長のウェブ動画を中心としたキャンペーンとなった。
2019年12月18日、2019年度イメージキャラクターに浜辺美波と岡田健史を、イメージソングにEveを起用することを発表した。

### 2020年代
2020年度はキャンペーン自体は行ったものの、新型コロナウイルス感染症拡大に伴ってCMの撮影ができず、イメージキャラクターおよびイメージソングの起用を取り止めたが、2021年3月2日に本田翼をイメージキャラクターにし、かつマカロニえんぴつのオリジナル曲を使用したCM動画がJR東日本のYouTubeチャンネルで公開された。
2021年度はキャンペーン開始から30年を迎えたのを記念して、エイベックスから発売されるキャンペーンソングのコンピレーション・アルバム『JR SKISKI 30th Anniversary COLLECTION』とのタイアップポスターが掲示されたが、コロナ禍の最中だったこともあり2011年度以来10年ぶりにイメージキャラクターを起用しなかった。
2022年12月13日、2022年度イメージキャラクターに南沙良を、イメージソングにWurtSを起用することを発表した。
2023年12月13日、2023年度イメージキャラクターに桜田ひよりを、イメージソングにiriを起用することを発表した。
2024年12月19日、2024年度イメージキャラクターに出口夏希と青木柚を、イメージソングにPablo Haikuを起用することを発表した。

## エピソード
- 2013年のキャンペーン開始直前に、DJ LOVE（SEKAI NO OWARI）の顔のアップを使った「JR SKISKI」のポスターが掲示され話題となったが、実際にはSEKAI NO OWARIをCM曲に起用する、というティーザー広告であった。同様に、2015年にはMAN WITH A MISSIONのメンバーを起用したポスターが掲示された[15]。
- 2016年のキャンペーン開始直前には、ガリガリ君（赤城乳業）のマスコットキャラクター・ガリ子ちゃんを起用したポスターが掲示され、キャンペーン期間中もガーラ湯沢スキー場などのスキー場でオリジナルパッケージのガリガリ君を配布するなどのコラボレーションを行う[16]。
- 2023年のキャンペーン開始時には、アニメコントYouTubeチャンネル「マリマリマリー」とのコラボ動画が公開されたほか、「マリマリマリーキャラ総選挙」で人気投票1位となったキャラクター・レイジを起用したポスターが掲示された[17]。

## 歴代コマーシャル一覧
ZOOの「Choo Choo TRAIN」を始め、globeの歴代シングル売上NO.1である「DEPARTURES」の他、日本レコード大賞の受賞曲でもあるGLAYの「Winter,again」等のタイアップ曲が1990年代（CDバブル期）を代表するヒット曲となった。
| シーズン    | 歌手名             | 曲名                       | キャッチコピー                                                        | 出演                                              |
| ----------- | ------------------ | -------------------------- | --------------------------------------------------------------------- | ------------------------------------------------- |
| 1991 - 1992 | ZOO                | Choo Choo TRAIN            | 「雪男。雪女。」                                                      | ZOO                                               |
| 1992 - 1993 | ZOO                | YA-YA-YA                   | 「僕たちは、寒くない。」                                              | ZOO                                               |
| 1993 - 1994 | ZOO                | Ding Dong Express          | 「冬眠しない動物たちへ。」                                            | ZOO                                               |
| 1994 - 1995 | ZOO                | Angelic Dream              | 「いい冬にしよう」                                                    | ZOO                                               |
| 1995 - 1996 | globe              | DEPARTURES                 | 「ラクに行こう。」                                                    | 江角マキコ・竹野内豊                              |
| 1996 - 1997 | globe              | Can't Stop Fallin' in Love | 「ラクに行こう。」                                                    | 青山恭子・田辺誠一                                |
| 1997 - 1998 | 浜田雅功           | 春はまだか                 | 「じぶんの雪を見つけよう。」                                          | 浜田雅功                                          |
| 1998 - 1999 | GLAY               | Winter,again               | 「愛に雪、恋を白。」                                                  | 吉川ひなの                                        |
| 1999 - 2006 | 一時休止           | 一時休止                   | 一時休止                                                              | 一時休止                                          |
| 2006 - 2007 | 木村カエラ         | Snowdome                   | 「なんでもありでsnow♡」                                               | 木村カエラ スノーウィー（オリジナルキャラクター） |
| 2007 - 2012 | 一時休止           | 一時休止                   | 一時休止                                                              | 一時休止                                          |
| 2012 - 2013 | GReeeeN            | 雪の音                     | 「青春は、純白だ。」                                                  | 本田翼・窪田正孝                                  |
| 2013 - 2014 | SEKAI NO OWARI     | スノーマジックファンタジー | 「ぜんぶ雪のせいだ。」                                                | 川口春奈・栁俊太郎                                |
| 2014 - 2015 | back number        | ヒロイン                   | 「答えは雪に聞け。」                                                  | 広瀬すず・村上虹郎・宇治清高                      |
| 2015 - 2016 | MAN WITH A MISSION | Memories                   | 「そこに雪はあるか。」                                                | 山本舞香・平祐奈・北村匠海                        |
| 2016 - 2017 | [Alexandros]       | SNOW SOUND                 | 「冬が胸に来た。」                                                    | 桜井日奈子・宮沢氷魚                              |
| 2017 - 2018 | 松任谷由実         | BLIZZARD                   | 「私を新幹線でスキーに連れてって」 「いつもと違う冬も、いいもんだ。」 | 原田知世・三上博史（アテレコ）                    |
| 2018 - 2019 | sumika             | ホワイトマーチ             | 「この雪には熱がある。」                                              | 松本穂香・伊藤健太郎                              |
| 2019 - 2020 | Eve                | 白銀                       | 「この雪は消えない。」                                                | 浜辺美波・岡田健史                                |
| 2020 - 2021 | マカロニえんぴつ   | メレンゲ                   | 「冬の空気を変えろ。」                                                | 本田翼                                            |
| 2021 - 2022 |                    |                            | 「あの冬が、呼んでいる。」                                            |                                                   |
| 2022 - 2023 | WurtS              | メルト                     | 「冬を取り戻すんだ。」                                                | 南沙良                                            |
| 2023 - 2024 | iri                | hug                        | 「雪よ、推してくれ。」                                                | 桜田ひより                                        |
| 2024 - 2025 | Pablo Haiku        | you're my                  | 「白と熱。」                                                          | 出口夏希・青木柚                                  |